# Иванов, Анатолий Семёнович
Анато́лий Семёнович Ивано́в (5 августа 1949 года в селе Семёно-Александровка, Хреновского района (сейчас Бобровский район), Воронежской области) — российский политик, деятель профсоюзного движения, депутат Государственной думы РФ трёх созывов (1999—2011 год).

## Биография
Родился 5 августа 1949 года в селе Семёно-Александровка, Бобровского района, Воронежской области.

### Образование
- В 1966 году окончил среднюю школу в г.Тутаев, Ярославской области.
- 1967−1972 — Серпуховское высшее командно-инженерное военное училище, окончил по специальности «инженер-электрик».
- 1994−1997 — Академия труда и социальных отношений, окончил по специальности «юрист»[1].

### Карьера
Трудовую деятельность начал в 1966 году в Тутаеве на льнокомбинате, где работал до 1967 года.
1972−1975 — после окончания военного училища по распределению служил офицером на космодроме Байконур в ракетных войсках Вооруженных Силах СССР, где с 1973 года по партийной линии КПСС был заместителем секретаря парторганизации, членом партбюро воинской части, после увольнения из вооружённых сил, был зачислен офицером запаса.
1975−1978 — инженер-конструктор, мастер на Ярославском заводе дизельной аппаратуры.
1978−1979 — мастер Димитровградского автоагрегатного завода.
1979−1982 — инженер отдела монтажно-сборочно производства АвтоВАЗ
1982−1989 — электрик, председателем цехкома, заместитель председателя профкома Нефтегазодобывающего управления «Заполярнефть» в Тюменской области по вахтовому методу (пос. Вынгапуровский).
1989−1999 — электромеханик по обслуживанию станков с ЧПУ на АвтоВАЗе, с 1990 года параллельно председатель независимого профсоюза «Единство» завода «АвтоВАЗ».
1999−2011 — депутат государственной думы трёх созывов.
На пенсии, заместитель председателя независимого профсоюза «Единство» завода «АвтоВАЗ».

### Общественная деятельность
В 1985 году А. С. Иванов избран председателем цехового комитета профсоюза в нефтегазодобывающем управлении «Заполярнефть» в Тюменской области, а затем заместителем председателя профкома управления «Заполярэнергонефть» (пос. Вынгапуровский). В 1987 дважды увольнялся администрацией с работы за общественную деятельность, однако по требованию коллектива и по решению суда был восстановлен.
В 1989—1999 годах до избрания депутатом Государственной думы, возглавляя c ноября 1990 года в должности председателя независимый профсоюз «Единство» на ВАЗе официально числился электромехаником по обслуживанию станков ЧПУ механосборочного производства МСП ВАЗа.
В 1990 году был одним из организаторов Союза рабочих ВАЗа, после создания которого был избран его секретарем. В качестве представителя этого союза участвовал в работе I Всесоюзного съезда рабочих и профсоюзных движений в г. Новокузнецк, состоявшегося 30 апреля 1990 года.
Один из основателей независимого профсоюза «Единство» на АвтоВАЗе, в котором с момента создания (3 ноября 1990 года) и до избрания депутатом являлся не освобожденным от основной работы председателем профсоюзного комитета.
20 августа 1991 году в период августовского путча, возглавляемый Анатолием Ивановым независимый профсоюз «Единство» на предприятии ВАЗа, провёл расширенное заседание, на котором заявлением осудил действия ГКЧП.
Профсоюз «Единство» АО «АвтоВАЗ» своей активной деятельностью по защите интересов работников завоевал уважение у работников завода, а также получил известность и уважение в российском и международном профсоюзном движении. В частности, профсоюз существенно повлиял на введение в 1992 году 100-процентной индексации заработной платы в зависимости от роста цен, в результате чего работники завода безболезненно пережили инфляционные процессы. Профсоюзный комитет «Единство» был организатором нескольких забастовок в периоды задержек выплаты заработной платы. В частности, в 1994 году и в 1996 «Единством» остановливался главный конвейер ВАЗа результатом которых стала своевременная выплата заработной платы. Кроме того, профком провел много митингов, пикетов и судебных процессов в связи с нарушениями прав работников.
В качестве юриста профсоюза подготовил комментарии по всем наиболее часто применяемым статьям трудового законодательства, которыми пользовались как профсоюзные работники, так и все работники завода. Неоднократно участвовал в судебных процессах в защиту интересов работников и профсоюза.
В связи с активной профсоюзной деятельностью в августе 1996 года (накануне двухнедельной остановки главного конвейра АвтоВАЗА) на него было совершено покушение, в результате которого он получил два огнестрельных ранения. Следствием было признано, что покушение было связано с его профсоюзной деятельностью. Акции же профсоюза не прекратились, чем ещё больше Иванов А. С. заслужил уважение тольяттинцев.
В феврале 1998 года был избран вице-президентом «Всероссийской Конфедерации Труда» (общероссийское объединение профессиональных), в апреле 2000 года переизбран на второй срок.
Летом 1998 года вместе с шахтёрами участвовал в акции на Горбатом мосту в Москве с требованием об отставке Президента РФ Б. Ельцина.
Автор нескольких публикаций по проблеме реформирования трудовых отношений.
В 2010—2012 года президент Союза профсоюзов России (СПР).

## Политическая деятельность
В 1975 году был исключён из членов КПСС (как сегодня сам утверждает, по политическим мотивам).
19 декабря 1999 года был избран депутатом Государственной Думы РФ третьего созыва по Тольяттинскому одномандатному округу № 159 (Самарская область). На выборах, печатал свои листовки на чёрно-белом принтере, обойдя местных олигархов Виталия Зыкова и Алексея Кириенко.
Депутатом Госдумы, входил в депутатскую группу «Народный депутат», которая создала «Народную партию РФ», являлся членом Комитета ГД по труду и социальной политике, заместителем председателя Комиссии по проблемам разрешения трудовых споров и конфликтов на предприятиях. Один из авторов четвёртого варианта проекта Трудового кодекса РФ. Возглавлял в Государственной Думе РФ секцию по проблемам развития автомобильной промышленности России. Секцией подготовлен и осуществлен ряд шагов по законодательной защите отечественного автомобилестроения.
В 2003 году на Выборах в Государственную думу, был включён в партийный список кандидатом в депутаты государственной думы четвёртого созыва, членом от Народной партии (НПРФ). Но партия не преодолела избирательный барьер, избравшись депутатом по Тольяттинскому избирательному округу № 159 и продолжил работу в думе в Комитете ГД по труду и социальной политике.
В декабре 2007 года избран депутатом Государственной Думы пятого созыва по партийному списку «Единой России» от Самарской области. Член Комитета ГД по труду и социальной политике.
За время работы в Государственной Думе внес самостоятельно более 50 и в соавторстве более 125 законопроектов и более 1000 поправок к рассматривавшимся законопроектам, направленным на обеспечение трудовых прав наемных работников, улучшение положения пенсионеров, увеличение заработной платы работников бюджетной сферы и детских пособий, обеспечения государственных гарантий работникам Крайнего Севера.
В 2011 году на внутрипартийном голосовании местного отделения Единой России не был включён в партийный список кандидатом в депутаты Государственной думы шестого созыва. Являясь членом фракции Единой России, на выборах со страниц внутрипартийной газеты Правого дела высказывал свою поддержку партии «Правое дело» в период председательства Михаила Прохорова.
В 2012 году на выборах мэра Тольятти выдвинул свою кандидатуру независимым кандидатом на пост мэра города, но избирком забраковал подписные листы и отказал Анатолию Иванову в регистрации. На выборах мэра поддерживал кандидата Сергея Андреева.
В 2016 году принимал участие в праймеризе кандидатом в депутаты Государственной Думы седьмого созыва, заняв 2 место (19.81 %) уступив первенство топ-менеджеру ВАЗа Владимиру Бокк. Выдвинут партией Коммунисты России кандидатом по тольяттинскому одномандатному округу 159, на выборах распространял собственную предвыборную газету «За рабочее дело».

## Награды
- Медаль ордена «За заслуги перед Отечеством» 2-й степени (21 мая 2008 года) — за заслуги в законотворческой деятельности, укреплении и развитии российской государственности[14][1].

## Семья
Женат, имеет сына и дочь.